# مؤسسه استانداردهای ملی آمریکا

علامت تجاری مؤسسه ملی استاندارد آمریکا

مؤسسه ملی استاندارد آمریکا (اختصاری ANSI) یک مؤسسه خصوصی غیرانتفاعی است که بر روند ایجاد استانداردهای جامع اختیاری برای محصولات، خدمات، روندها، سیستم‌ها، و کارمندان آمریکا نظارت می‌نماید. این مؤسسه همچنین استانداردهای آمریکا را با استانداردهای جهانی تطبیق می‌دهد تا بتوان از آن‌ها به صورت جهانی نیز استفاده نمود. به عنوان مثال استاندارد دوربین‌های عکاسی تضمین می‌کند که فیلم مورد نیاز برای آن‌ها در هر جایی در دنیا در دسترس باشد.
این مؤسسه اعتبار استانداردهای تولیدشده توسط نمایندگان موسسات استانداردسازی، آژانس‌های دولتی، گروه‌های مصرف‌کننده، شرکت‌ها، و … را تأیید می‌کند. این استانداردها تضمین می‌کنند که محصولات دارای عملکرد و ویژگی‌های یکسانی باشد و مصرف‌کنندگان محصولاتی با همان مشخصات استفاده کنند و به همان صورت آزمایش گردند. ای‌ان‌اس‌آی همچنین هماهنگی موسسات تولیدکننده محصولات تأیید هویت را با استانداردهای جهانی تضمین می‌نماید.
دفتر مرکزی این مؤسسه در واشینگتن و دفتر عملیاتی آن در نیویورک است.

## تاریخچه
ای‌ان‌اس‌آی در سال ۱۹۱۸ زمانی که پنج انجمن مهندسی و سه آژانس دولتی کمیته استانداردهای مهندسی آمریکا (AESC) را تشکیل دادند بنا گذاشته شد. AESC در سال ۱۹۲۸ به انجمن مهندسی آمریکا (ASA) تبدیل شد. در سال ۱۹۶۶ ASA با تغییر ساختار خود تبدیل به مؤسسه استانداردهای ایالات متحده آمریکا (USASI) شد. از سال ۱۹۶۹ نام فعلی بکار گرفته شده‌است.
در سال ۱۹۳۱، این سازمان به کمیته ملی ایالات متحده در کمیسیون بین‌المللی الکتروتکنیکی (IEC) وابسته‌شد که درسال ۱۹۰۴ برای توسعه استانداردهای الکتریکی و الکترونیکی تشکیل‌شده بود.

## اعضا
اعضای ای‌ان‌اس‌آی شامل آژانس‌های دولتی، سازمان‌ها، شرکت‌ها، دانشگاه‌ها و موسسات بین‌المللی، و افراد است. در مجموع ای‌ان‌اس‌آی حافظ منافع ۱۲۵۰۰۰ شرکت و ۳٫۵ میلیون فرد حرفه‌ای است.

## فرایند
با وجود این که ای‌ان‌اس‌آی خود استاندارد ایجاد نمی‌کند اما با تأیید اعتبار روند موسسات استانداردسازی به وجود آمده استاندارهای ملی آمریکا (ANS) را تسهیل می‌نماید. تأیید اعتبار ای‌ان‌اس‌آی بررسی می‌نماید تا روند تعیین استاندارد در موسسات نیازمندی‌های ای‌ان‌اس‌آی را در مورد صراحت، تعادل، جامعیت، و روند مناسب تأمین کنند.
استانداردهای جامع اختیاری موجب پذیرش سریع آن‌ها در بازار می‌گردد و همچنین نحوه بهبود آن‌ها را برای تأمین امنیت مصرف‌کننده مشخص می‌سازد. حدود ۹۵۰۰ استاندارد در آمریکا وجود دارند که نام ای‌ان‌اس‌آی بر آن‌ها قرار دارد.
روند استانداردهای ملی آمریکا شامل موارد زیر است:
- اجماع توسط گروهی که شامل تمام افراد ذی‌نفع است
- نظرخواهی و مرور عمومی استانداردها
- در نظر گرفتن و پاسخ دادن به نظریات
- ایجاد تغییراتی که از لحاظ جامعیت در همان حد استاندارد باشد
- امکان بررسی شکایت هر یک از طرفین که معتقد است این اصول رعایت نشده‌است.

## بهبود فعالیت‌ها در استانداردهای بین‌المللی
علاوه بر این که ای‌ان‌اس‌آی استانداردهای آمریکا را تعیین می‌نماید این مؤسسه در تلاش است تا استانداردهای آمریکا در جامعه جهانی مورد پذیرش قرار دهد و در صورت نیاز استانداردهای بین‌المللی را که مورد نیاز است در آمریکا به کار برد.
این مؤسسه نماینده اصلی آمریکا در دو مؤسسه بزرگ استاندارد بین‌المللی: کمیسیون بین‌المللی الکترونیک (IEC) و سازمان بین‌المللی استانداردهای جهانی (ISO) از طریق کمیته ملی آمریکا (USNC) است. این مؤسسه تقریباً در تمام فرایند IEC و ISO قرار دارد و کمیته‌ها و زیرگروه‌های بسیار مهمی را مدیریت می‌نماید. در بیشتر مواقع استانداردهای آمریکا از طریق USNC یا ای‌ان‌اس‌آی به آی‌ئی‌سی و ایزو بُرده‌شده و آن‌ها را به عنوان استانداردی در تمام یا گوشه‌ای از جهان مورد پذیرش قرار می‌دهند.

## نمونه‌ای از فعالیت‌های استانداردسازی زیرچتر ای‌ان‌اس‌آی
مؤسسه مدیریت پنج بخش را به عهده دارد:
بخش استانداردهای سوخت زیستی ای‌ان‌اس‌آی یا (ای‌ان‌اس‌آی-BSP)
بخش استانداردهای فناوری اطلاعات در بخش سلامت
بخش استانداردهای امنیت داخلی ای‌ان‌اس‌آی
بخش استانداردهای نانوتکنولوژی ای‌ان‌اس‌آی
بخش جلوگیری از دزدی هویت و مدیریت استانداردهای تشخیص هویت
هر ب
- خش در تلاش است تا استانداردهای اختیاری در این زمینه‌ها را هماهنگ، شناسایی، و منظم نماید.